# セス・メヒアズブリーン
セス・ウェイン・メヒアズブリーン（Seth Wayne Mejias-Brean, 英語発音: [sɛθ meɪˈjiəz-brin]; 1991年4月5日 - ）は、アメリカ合衆国アリゾナ州ツーソン出身の元プロ野球選手（三塁手）。右投右打。

## 経歴

### プロ入り前
アリゾナ州ピマ郡のシエンガ高等学校に通っていたが、高校卒業にはドラフトにかからなかったため、アリゾナ大学に進学し、アリゾナ・ワイルドキャッツで大学野球をプレーした。2012年には全米大学体育協会ディビジョンⅠ野球大会で優勝メンバーになった。

### プロ入りとレッズ傘下時代
2012年のMLBドラフト8巡目（全体262位）でシンシナティ・レッズから指名され、プロ入り。契約後、傘下のパイオニアリーグのルーキー級ビリングス・マスタングスでプロデビュー。打率.313、出塁率.389、長打率.536、OPS.925で8本塁打を放ち、40打点を記録した。
2013年はA級デイトン・ドラゴンズとA+級ベーカーズフィールド・ブレイズでプレーし、2球団合計で打率.305、出塁率.379、長打率.457、OPS.836、11本塁打、82打点を記録した。
2014年はA+級ベーカーズフィールドとAA級ペンサコーラ・ブルーワフーズでプレーし、2球団合計で打率.270、出塁率.368、長打率.406、OPS.774、14本塁打、67打点を記録した。
2015年はAA級ペンサコーラでプレーし、打率.247、出塁率.352、長打率.360、OPS.712、6本塁打、53打点を記録した。
2016年はAAA級ルイビル・バッツでプレーし、打率.228、出塁率.290、長打率.315、OPS.605、6本塁打、45打点を記録した。
2017年の開幕はAAA級ルイビルで迎えた。

### マリナーズ傘下時代
2017年5月2日にトレードで、シアトル・マリナーズへ移籍した。移籍後は傘下のAA級アーカンソー・トラベラーズとAAA級タコマ・レイニアーズでプレーし、移籍前を含めた3球団合計では打率.268、出塁率.328、長打率.346、OPS.674、4本塁打、50打点を記録した。
2018年はAA級アーカンソーとAAA級タコマでプレーし、2球団合計で打率.258、出塁率.336、長打率.376、OPS.712、10本塁打、57打点を記録した。オフの11月2日にFAとなった。

### パドレス時代
2018年12月にサンディエゴ・パドレスとマイナー契約を結んだ。
2019年は傘下のAAA級エル・パソ・チワワズでマイナーシーズンを過ごし、打率.316、出塁率.367、長打率.455、OPS.822、11本塁打、66打点を記録した。9月3日にメジャー契約を結んでアクティブ・ロースター入りした。9月4日に代打としてメジャー初出場を果たした。オフの11月4日にすぐさまメジャーロースターから外れた後にFAになったが、7日にマイナー契約で再契約を結んだ。
2020年7月30日に自由契約となった。

### オリオールズ傘下時代
2021年2月3日にボルチモア・オリオールズとマイナー契約を結んだ。AA級ボウイ・ベイソックスとAAA級ノーフォーク・タイズの2球団合計で64試合に出場したが、打率.234、8本塁打、31打点という結果に終わり、8月17日に自由契約となった。

### マリナーズ傘下復帰
2021年12月22日にシアトル・マリナーズとマイナー契約を結んだが、2022年は後述の通りコーチ業を開始したため、マイナーの試合には1試合も出場しなかった。2022年11月10日にFAとなった。

### 現役引退後
2022年より、マリナーズ傘下AAA級タコマ・レイニアーズのベンチコーチに就任。2023年は傘下A級モデスト・ナッツの打撃コーチ、2024年からは傘下A+級エバレット・アクアソックスの打撃コーチを務める。

## 詳細情報

### 年度別打撃成績
| 年 度    | 球 団    | 試 合 | 打 席 | 打 数 | 得 点 | 安 打 | 二 塁 打 | 三 塁 打 | 本 塁 打 | 塁 打 | 打 点 | 盗 塁 | 盗 塁 死 | 犠 打 | 犠 飛 | 四 球 | 敬 遠 | 死 球 | 三 振 | 併 殺 打 | 打 率 | 出 塁 率 | 長 打 率 | O P S |
| -------- | -------- | ----- | ----- | ----- | ----- | ----- | -------- | -------- | -------- | ----- | ----- | ----- | -------- | ----- | ----- | ----- | ----- | ----- | ----- | -------- | ----- | -------- | -------- | ----- |
| 2019     | SD       | 14    | 33    | 30    | 3     | 7     | 2        | 0        | 2        | 15    | 5     | 0     | 0        | 0     | 0     | 3     | 0     | 0     | 9     | 1        | .233  | .303     | .500     | .803  |
| MLB：1年 | MLB：1年 | 14    | 33    | 30    | 3     | 7     | 2        | 0        | 2        | 15    | 5     | 0     | 0        | 0     | 0     | 3     | 0     | 0     | 9     | 1        | .233  | .303     | .500     | .803  |

### 年度別守備成績
| 年 度 | 球 団 | 一塁（1B） | 一塁（1B） | 一塁（1B） | 一塁（1B） | 一塁（1B） | 一塁（1B） | 三塁（3B） | 三塁（3B） | 三塁（3B） | 三塁（3B） | 三塁（3B） | 三塁（3B） | 遊撃（SS） | 遊撃（SS） | 遊撃（SS） | 遊撃（SS） | 遊撃（SS） | 遊撃（SS） |
| 年 度 | 球 団 | 試 合      | 刺 殺      | 補 殺      | 失 策      | 併 殺      | 守 備 率   | 試 合      | 刺 殺      | 補 殺      | 失 策      | 併 殺      | 守 備 率   | 試 合      | 刺 殺      | 補 殺      | 失 策      | 併 殺      | 守 備 率   |
| ----- | ----- | ---------- | ---------- | ---------- | ---------- | ---------- | ---------- | ---------- | ---------- | ---------- | ---------- | ---------- | ---------- | ---------- | ---------- | ---------- | ---------- | ---------- | ---------- |
| 2019  | SD    | 5          | 17         | 0          | 0          | 1          | 1.000      | 2          | 0          | 6          | 0          | 0          | 1.000      | 3          | 3          | 4          | 1          | 2          | .875       |
| MLB   | MLB   | 5          | 17         | 0          | 0          | 1          | 1.000      | 2          | 0          | 6          | 0          | 0          | 1.000      | 3          | 3          | 4          | 1          | 2          | .875       |

### 背番号
- 24（2019年）